# Carles Martínez Novell
Carles Martínez Novell (Barcelona, España; 18 de mayo de 1984) más conocido como Carles Martínez, es un entrenador español que actualmente entrena al Toulouse Football Club de la Ligue 1 de Francia.

## Trayectoria
Se inició como entrenador en los equipos de fútbol base del EC Granollers, en el que trabajaría hasta 2010, cuando firmó como preparador físico y entrenador de porteros del fútbol base del RCD Espanyol.
En la temporada 2011-12, accedió al cargo de entrenador de los equipos de fútbol base del RCD Espanyol, donde se mantuvo durante cuatro temporadas.
En julio de 2015, pasó al FC Barcelona para ser entrenador de los equipos de fútbol base en La Masía.
En mayo de 2018, se convirtió en entrenador del cadete "A" del FC Barcelona, cargo que desempeñó hasta hasta junio de 2019.
El 1 de diciembre de 2019, se marchó al Al-Rayyan SC de Catar, ejerciendo el puesto de entrenador del equipo juvenil durante medio año.
El 1 de octubre de 2020, se incorporó a la Selección de fútbol de Kuwait para dirigir a su equipo sub-20, en el que trabaja durante dos temporadas.
El 8 de diciembre de 2022, firmó como segundo entrenador de Philippe Montanier en el Toulouse FC de la Ligue 1 francesa.
El 15 de junio de 2023, se convirtió en el entrenador del primer equipo del Toulouse FC.

## Clubes

### Como entrenador
| Club                                    | País    | Año       |
| --------------------------------------- | ------- | --------- |
| EC Granollers (Fútbol Base)             | España  | 2010      |
| RCD Espanyol (Fútbol Base)              | España  | 2010-2015 |
| FC Barcelona (Fútbol Base)              | España  | 2015-2019 |
| Al-Rayyan SC (Juvenil)                  | Catar   | 2019-2020 |
| Selección de fútbol de Kuwait (Juvenil) | Kuwait  | 2020      |
| Toulouse FC (2.º entrenador)            | Francia | 2022-2023 |
| Toulouse FC                             | Francia | 2023-Act. |

## Estadísticas como entrenador
| Equipo           | Div.  | Temporada | Liga  | Liga | Liga | Liga | Liga |       | Copa | Copa | Copa | Copa  |   | Internacional | Internacional | Internacional | Internacional | Internacional |   | Otros | Otros | Otros | Otros |    | Totales     | Totales | Totales | Totales | Totales | Totales | Totales | Totales |
| Equipo           | Div.  | Temporada | Part. | G    | E    | P    | Pos. | Part. | G    | E    | P    | Part. | G | E             | P             | Pos.          | Part.         | G             | E | P     | Part. | G     | E     | P  | Rendimiento | GF      | GC      | Dif.    |         |         |         |         |
| ---------------- | ----- | --------- | ----- | ---- | ---- | ---- | ---- | ----- | ---- | ---- | ---- | ----- | - | ------------- | ------------- | ------------- | ------------- | ------------- | - | ----- | ----- | ----- | ----- | -- | ----------- | ------- | ------- | ------- | ------- | ------- | ------- | ------- |
| Toulouse Francia | 1.ª   | 2023-24   | 34    | 11   | 10   | 13   | 11.º | 2     | 1    | 1    | 0    | 8     | 3 | 3             | 2             | 1/16          | 1             | 0             | 0 | 1     | 45    | 15    | 14    | 16 | 43.7%       | 57      | 62      | -5      |         |         |         |         |
| Toulouse Francia | 1.ª   | 2024-25   | 34    | 11   | 9    | 14   | 10.º | 3     | 1    | 1    | 1    | -     | - | -             | -             | -             | -             | -             | - | -     | 37    | 12    | 10    | 15 | 41.44%      | 46      | 46      | +0      |         |         |         |         |
| Toulouse Francia | 1.ª   | 2025-26   | 1     | 1    | 0    | 0    | -    | 0     | 0    | 0    | 0    | -     | - | -             | -             | -             | -             | -             | - | -     | 1     | 1     | 0     | 0  | 100%        | 1       | 0       | +1      |         |         |         |         |
| Toulouse Francia | Total | Total     | 69    | 23   | 19   | 27   | -    | 5     | 2    | 2    | 1    | 8     | 3 | 3             | 2             | -             | 1             | 0             | 0 | 1     | 83    | 28    | 24    | 31 | 43.37%      | 104     | 108     | -4      |         |         |         |         |
| 1. 2. 3.         |       |           |       |      |      |      |      |       |      |      |      |       |   |               |               |               |               |               |   |       |       |       |       |    |             |         |         |         |         |         |         |         |

### Resumen por competiciones
| Competición             | Partidos | Ganados | Empatados | Perdidos | %      | Resultado              |
| ----------------------- | -------- | ------- | --------- | -------- | ------ | ---------------------- |
| Ligue 1                 | 69       | 23      | 19        | 27       | 42.51% | 10.º lugar             |
| Copa de Francia         | 5        | 2       | 2         | 1        | 53.33% | Octavos de final       |
| Supercopa de Francia    | 1        | 0       | 0         | 1        | 0%     | Subcampeón             |
| Liga Europea de la UEFA | 8        | 3       | 3         | 2        | 50%    | Dieciseisavos de final |
| TOTAL                   | 83       | 28      | 24        | 31       | 43.37% | Sin títulos            |